# Коскулак
Коскула́к (каз. Қосқұлақ) — село у складі Кзилкогинського району Атирауської області Казахстану. Входить до складу Коздигаринського сільського округу.
Населення — 114 осіб (2021; 233 у 2009, 274 у 1999, 235 у 1989).